# Ludwig Hartinger
Ludwig Hartinger (* 12. Dezember 1952 in Saalfelden am Steinernen Meer) ist ein österreichischer Lektor, Herausgeber, Übersetzer slowenischer und französischer Literatur sowie Dichter, der Lyrik in deutscher und slowenischer Sprache schreibt.

## Leben und Werk
Hartinger wuchs in Saalfelden am Steinernen Meer auf. Seit 1985 arbeitet er als Lektor für verschiedene Verlage, u. a. für den Wieser Verlag, für den er von 1987 bis 1997 als Scout in Mittel- und Südosteuropa aktiv war. Seit 1991 ist er Redakteur der Zeitschrift Literatur und Kritik. Außerdem ist er seit 2007 Jurymitglied des Festivals Vilenica. Er lebt abwechselnd in Österreich und im slowenischen Karst.
Hartinger lebte längere Zeit in Frankreich und stieß dort nach eigener Aussage zufällig auf die Lyrik des slowenischen Dichters Srečko Kosovel. Diese sollte ihm später als Anlass dienen, die slowenische Sprache zu erlernen. In der Folge gab Hartinger mehrere kommentierte Bände mit Übersetzungen von Kosovels Lyrik heraus. Er übersetzte darüber hinaus auch andere bedeutende slowenische Dichter wie Tomaž Šalamun, Svetlana Makarovič, Aleš Debeljak und Dane Zajc. Für seine Verdienste um die Promotion slowenischer Literatur im deutschsprachigen Raum erhielt er 2004 den CEI-Preis und den Pretnar-Preis (Pretnarjeva nagrada), 2022 das Lavrin-Diplom (Lavrinova diploma) sowie 2023 den Fabjan-Hafner-Preis. Neben slowenischer Literatur übersetzt er auch aus dem Französischen.
Neben seiner übersetzerischen Tätigkeit verfasst er auch selbst Lyrik in deutscher und slowenischer Sprache. Hartinger bezeichnet sich selbst als „Wortschmuggler“, womit er sein mehrsprachiges Schaffen und sein Wandeln zwischen den Kulturen beschreibt. 2006 gab er mit Ostrina bilk einen slowenischen Gedichtband heraus, das den Beinamen „dichterisches Tagebuch“ trug. Der Band erschien 2012 als Die Schärfe des Halms auch in deutscher Sprache. 2017 erschien mit Schatten säumen sein zweites dichterisches Tagebuch, diesmal in deutscher Sprache. 2022 folgte mit Leerzeichen, ebenfalls in deutscher Sprache, das dritte dichterische Tagebuch. In Hartingers lyrischem Ausdruck finden sich Elemente literarischer Mehrsprachigkeit, er kombiniert stellenweise Deutsch und Slowenisch sowie Französisch miteinander. Hartingers Lyrik zeichnet sich durch ihre besondere Lautlichkeit aus, mitunter kreiert er Neologismen, die er selbst als „Ludwigismen“ bezeichnet.
Der Schriftsteller Ingram Hartinger ist sein Bruder.

## Publikationen (Auswahl)

### Gedichtbände
- Leerzeichen. Aus dem dichterischen Tagebuch. Otto Müller Verlag, Salzburg 2022.
- Schatten säumen. Aus dem dichterischen Tagebuch 2012 bis 2017. Otto Müller Verlag, Salzburg 2018, ISBN 978-3-7013-1259-7.
- Die Schärfe des Halms. Aus dem dichterischen Tagebuch 2001 bis 2012. Edition Thanhäuser, Ottensheim 2012, ISBN 978-3-900986-81-0.
- Ostrina bilk. Pesniški dnevnik 2001-2005. Ljubljana: Mladinska knjiga 2006.

### Übersetzungen
- Srečko Kosovel: Mein Gedicht ist mein Gesicht: Invention einer orphischen Landschaft. Salzburg: Otto Müller Verlag.
- Fiston Mwanza Mujila: Le fleuve dans le ventre / Der Fluß im Bauch. Aus dem Französischen übersetzt. Edition Thanhäuser, Ottensheim 2013, ISBN 978-3-900986-79-7.
- Svetlana Makarovič: Samost / Aloneness / Alleinsein. Izbor / A selection / Eine Auswahl. Ljubljana: Društvo slovenskih pisateljev [Litterae Slovenicae], 2008. Mit Alan McConnell-Duff.
- Srečko Kosovel: Mein Gedicht ist mein Gesicht. Aus dem Slowenischen übersetzt. Edition Thanhäuser, Ottensheim 2004, ISBN 3-900986-55-X.
- Srečko Kosovel: Ikarjev sen. Mladinska knjiga, Ljubljana 2004, ISBN 86-11-16744-9.
- Srečko Kosovel, Lojze Spacal: Mein Gedicht ist Karst. Aus dem Slowenischen übersetzt. Wieser Verlag, Klagenfurt 1995, ISBN 3-85129-156-5.